# Karl Alexander Wilke

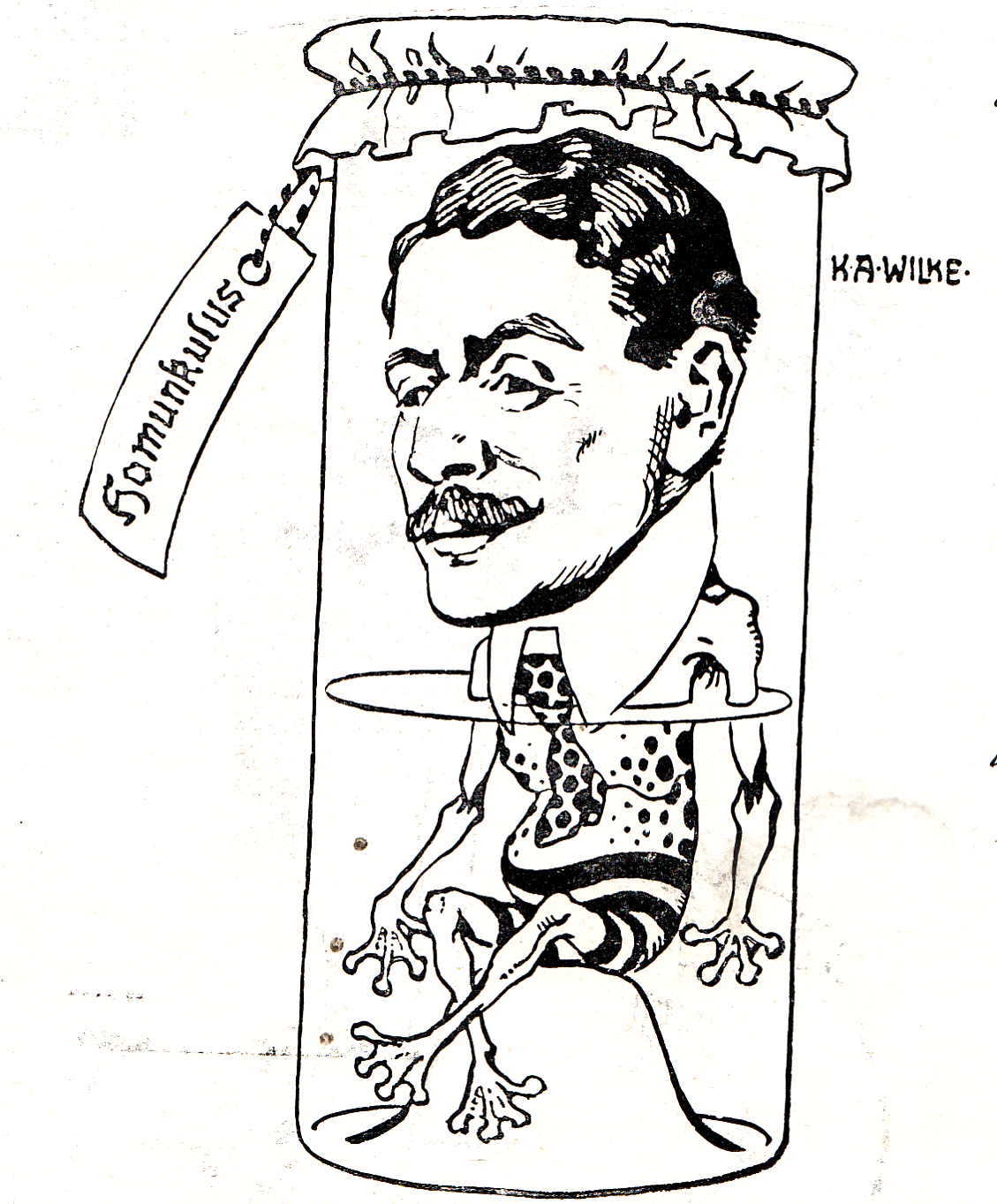
Karl Alexander Wilke – veröffentlicht in „Österreichs Illustrierter Zeitung“ vom 13. März 1908

Karl Alexander Wilke (* 16. Juli 1879 in Leipzig; † 27. Februar 1954 in Wien) war ein deutsch-österreichischer Maler, Illustrator und Bühnenbildner.

## Biographie
Illustration  von Karl Alexander Wilke: „Drei Könige, denen kein Stern mehr leuchtet“ auf der Titelseite von Die Muskete Nr. 536 vom 6. Jänner 1916

Link zum Bild

Wilke studierte von 1898 bis 1902 bei Ludwig Nieper an der Kunstakademie in Leipzig, von 1902 bis 1903 in Karlsruhe bei E. Schruth und 1902 nochmals in Leipzig bei Max Seliger. Ab November 1903 war er in Wien tätig. Von 1904 bis 1907 war er Mitarbeiter der Zeitschrift Der Scherer – erstes illustrtriertes Tiroler Witzblatt für Politik, Kunst und Leben. Von 1905 bis 1918 war er Mitarbeiter der Zeitschrift Die Muskete. Von 1913 bis 1923 arbeitete er am Wiener Burgtheater als Ausstattungschef. Er entwarf unter anderem Bucheinbände und Schutzumschläge, z. B. für die Wiener Literarische Anstalt, den Leopold Stocker Verlag (ab 1938), den Burgverlag, den Amalthea-Verlag, Konegens Kinderbücher, Friedrich Wallischs Die Gewalt. Ein Frauenschicksal aus höfischer Zeit. (Europäischer Verlag, Wien 1925), Robert Hohlbaum: Das Paradies und die Schlange. Staackmann, Leipzig 1928. Von 1923 bis 1938 war er als Illustrator und künstlerischer Beirat im Österreichischen Bundesverlag aktiv. Wilke trat bereits am 24. Juni 1932 der NSDAP bei (Mitgliedsnummer 1.086.707) und wurde drei Tage nach dem Anschluss Österreichs vom Landeskulturleiter der NSDAP, Hermann Stuppäck, zum kommissarischen Leiter des Österreichischen Bundesverlags ernannt. Der Verlag wurde daraufhin in Österreichischer Landesverlag, vormals Österreichischer Bundesverlag umbenannt und das Verlagsprogramm im Börsenblatt für den Deutschen Buchhandel wie folgt beschrieben: „Landeskunde. Landkarten. Weltkriegs-Wandtafeln. Landschaft. Volks- und Brauchtum. Geschichte. Lied. Kunst u. Dichtung der Ostmark sind seit vielen Jahren gepflegte Gebiete des Verlages.“ Von 1908 bis 1910 war er Mitglied des Hagenbundes, ab 1941 des Künstlerhauses Wien. Er stand Karl Hans Strobl nahe. Er wurde am evangelischen Teil des Wiener Zentralfriedhof bestattet. Das Grab ist bereits aufgelassen.

## Filmografie
- 1921: Kleider machen Leute
- 1922: William Ratcliff
- 1922: Meriota, die Tänzerin